# Step Up 3D
 Step Up 3D es una película estadounidense, estrenada en 2010, como la tercera parte de la saga de Step Up. La película es dirigida por Jon Chu, quien también trabajó en la película anterior Step Up 2: The Streets.

## Argumento
La historia comienza en el estilo tradicional de video, ya que varios de los personajes de la película se registran y se les hace una serie de preguntas acerca de por qué bailan. La película luego muestra a Moose (Adam G. Sevani) y Camille (Alyson Stoner) asistir a la Universidad de Nueva York. Moose se especializa en ingeniería eléctrica después de prometer a su padre que no iba a bailar más. Mientras recorría el campus, ve un par zapatos de edición limitada de Gun Metal Nike Dunks usado por Luke Katcher (Rick Malambri). Moose sigue los zapatos y, accidentalmente, tropieza con una batalla de baile, donde vence a “Kid Darkness” (Daniel "Cloud" Campos) del equipo de baile "Casa de los Samuráis". Luke le lleva de vuelta a su casa, un viejo almacén convertido en un club. Luke le muestra a Moose la “Casa de los Piratas”, su equipo de baile, donde más tarde se une a ellos para competir en el concurso de baile Mundial Jam en contra de sus rivales, el equipo de baile "Casa de los Samuráis". Pero entonces, Jacob (Keith Stallworth), un miembro de la “Casa de los Piratas”, le informa a Luke que el almacén será puesto en subasta si las rentas vencidas no se pagan.
Luke conoce a una chica llamada Natalie (Sharni Vinson) en su club y rápidamente se percata de sus habilidades de baile, contando con ella para formar parte de su equipo. Sin embargo, él no se da cuenta de los verdaderos motivos de Natalie.
Moose encuentra su tiempo cada vez más apretado cuando él tiene que elegir entre estudios y bailar muchas veces, incluyendo una vez cuando sus enfrentamientos de prueba con un concurso de baile. Él decide ir para la prueba, pero al ver el papel de la prueba y al recibir un mensaje de enojo por parte de Luke, decide abandonar la prueba y corre a la competencia en el momento preciso.
Luke y Natalie son cada vez más cercanos a medida que la película avanza. Ellos comparten muchos momentos íntimos. Luke explica sus verdaderas intenciones con sus grabaciones y entrevistas de baile. Sin embargo, Natalie está escondiendo el hecho de que su hermano es Julien (Joe Slaughter), el líder de su equipo enemigo, "Casa de los Samuráis", y se encuentra de todo, pero la relación amorosa entre ella y Luke.
Natalie se enfrenta a una difícil decisión dividida entre su amor y su familia. Ella se enfrenta a Luke y le pregunta qué pasó con él y Julien. Para su sorpresa, él dice que Julien era miembro de la Casa de los Piratas. Él tenía un problema con el juego y una vez puso una apuesta en contra de los Piratas y luego tiró una batalla, por lo que los Piratas lo echaron. Después de discutir con Julien, decide dejar a Luke. Sin embargo, Julien usa su teléfono para invitar a Luke para su fiesta de cumpleaños. Luke le pide Moose para asistir a la fiesta con él, ya que quiere un amigo con él, pero no se les permite entrar, porque no tienen invitación. Encuentran una manera de entrar, Luke ve a Natalie en la pista de baile y bailan tango. Mientras ellos están teniendo un momento íntimo, Julien tiene la oportunidad de aparecer y revela la identidad de Natalie. Luke se enoja con Natalie y la deja. Al regresar al club encuentra a todos afuera debido a que les quitaron la propiedad. Luego todos se van por su lado tristes.
Moose arregla las cosas con Camille después de bailar juntos en la calle. El va al restaurante donde Luke trabaja y lo convence de empezar de nuevo con todos. Consiguen un lugar donde ensayar y luego están listos para la última competencia con la ayuda de amigos de la escuela de Moose.
Los piratas ganan con la inesperada ayuda de Natalie. Ella y Luke se van a California para perseguir su sueño de hacer películas.

## Reparto
- Madd Chadd es Vladd.
- Alejandro Cabañas es Willson.
- Rick Malambri es Luke.
- Adam G. Sevani es Robert "Moose" Alexander III.
- Sharni Vinson es Natalie.
- Alyson Stoner es Camille Gage.
- Joe Slaughter es julian.
- Keith Stallworth es Jacob.
- Kendra Andrews es Anala.
- Martín Lombard es The Santiago Twins.
- Facundo Lombard es The Santiago Twins.
- Christopher Scott es hair.
- Harry Shum, Jr es Cable.
- Mari Koda es Jenny Kido.
- Harriet Maclennan es Lil' Rogue.
- Jalen "J-Styles" Testerman es B-boy Jalen.
- Angelo "Lil' Demon" Baligad es B-boy Demon.
- Simrin "Simi" Player es B-girl Simi.
- Daniel Cloud Campos es Kid Darkness.
- Stephen "Twitch" Boss es jason.
- Danielle Polanco es missy.
- Beck Mitchell es Sterling Peet.

## Producción
Debido al éxito de taquilla de Step Up 2: The Streets, Walt Disney Pictures anunció sus planes de producción para una secuela. La película se anunció como Step Up 3D, estrenándose en cines.

## Formato Casero
La película fue lanzada por Touchstone Home Entertainment en Blu-ray 3D y DVD en el Reino Unido el 29 de noviembre de 2010, en los Estados Unidos el 21 de diciembre de 2010, y en las Filipinas el 27 de enero de 2011.